# Jüdischer Friedhof (Bückeburg)

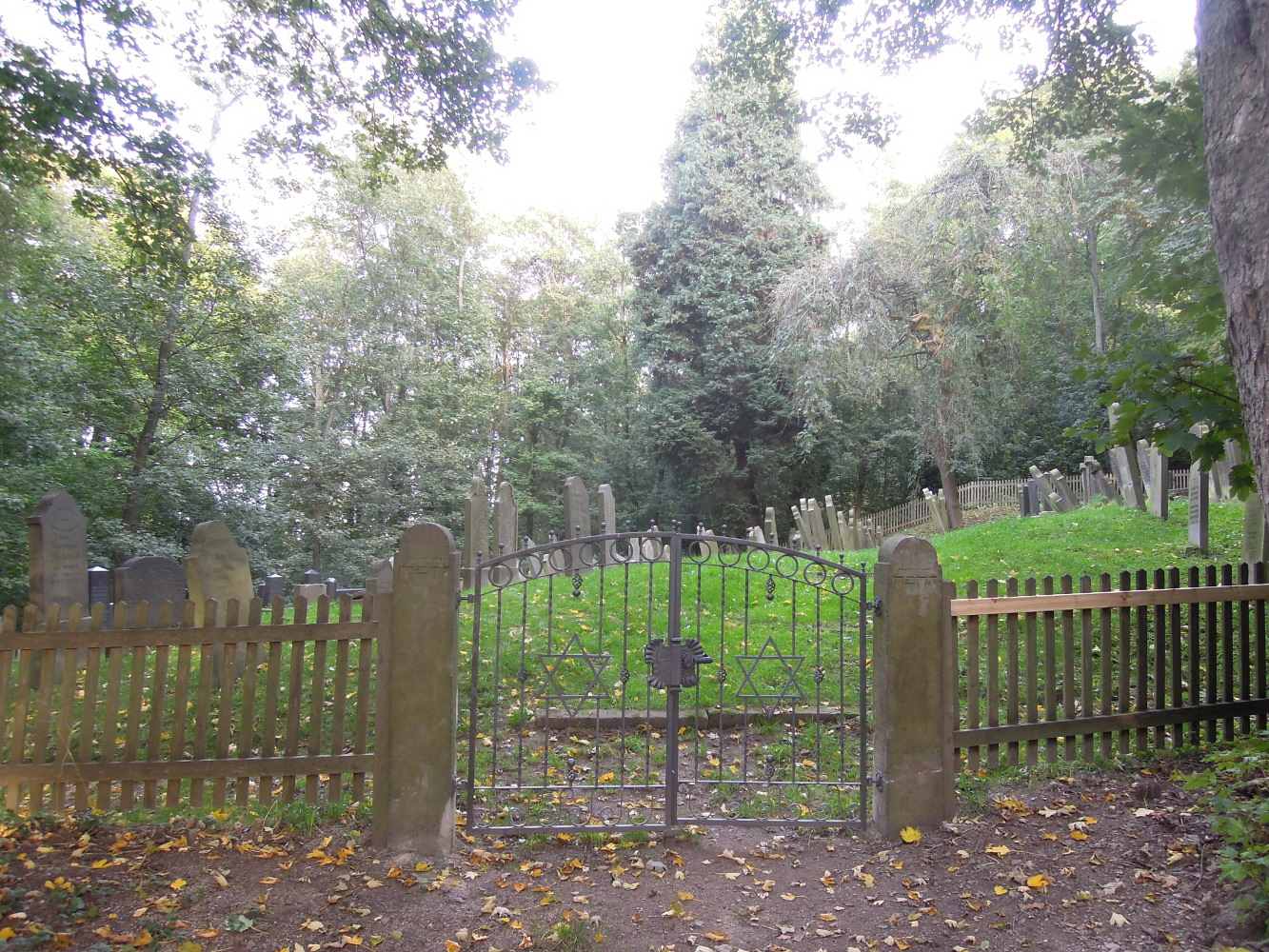
Jüdischer Friedhof in Bückeburg

Der Jüdische Friedhof in Bückeburg ist ein jüdischer Friedhof in der niedersächsischen Stadt Bückeburg im Landkreis Schaumburg. 168 Grabsteine sind auf dem 3.440 m² großen Friedhof an der Birkenallee vorhanden. 

## Geschichte
Erstmals erwähnt wurde der Friedhof im Jahr 1793, er ist aber mit Sicherheit älter. 1824 wurde er um ein angrenzendes Gartengrundstück erweitert. Eine Einfriedigung mit einer Hecke wurde 1825 untersagt.
Nach dem Zweiten Weltkrieg wurde der Friedhof im Jahr 1950 wieder instand gesetzt. Seit 1960 befindet er sich im Besitz des Landesverbandes der Jüdischen Gemeinden von Niedersachsen. 
In den Jahren 1955, 1975 und 1992 wurde der Friedhof geschändet.